# Epidendrum paranthicum
Epidendrum paranthicum är en orkidéart som beskrevs av Heinrich Gustav Reichenbach. Epidendrum paranthicum ingår i släktet Epidendrum och familjen orkidéer. Inga underarter finns listade i Catalogue of Life.